# Mompha parilis
Mompha parilis is een vlinder uit de familie van de wilgenroosjesmotten (Momphidae). De wetenschappelijke naam van de soort werd voor het eerst geldig gepubliceerd in 1969 door Ronald W. Hodges.